# فرنسيس كولين
فرنسيس كولين (بالإنجليزية: Francis Collin)‏ (20 أبريل 1987 في المملكة المتحدة - ) هو لاعب كرة قدم بريطاني في مركز الهجوم. لعب مع تونبريدج أنغلز ونادي غيلينغهام وميدستون يونايتد ونادي دوفر أتليتيك ونادي ليذرهيد.

## وصلات خارجية
- فرنسيس كولين على موقع Soccerbase.com (لاعب) (الإنجليزية)